# Militär-St.-Heinrichs-Orden
Der Militär-Sankt-Heinrichs-Orden (lateinisch Ordo Divi Henrici Imperatoris) wurde am 7. Oktober 1736 durch August III., König von Polen und Kurfürst von Sachsen im Jagdschloss Hubertusburg gestiftet und ausschließlich an Offiziere für militärische Verdienste verliehen.

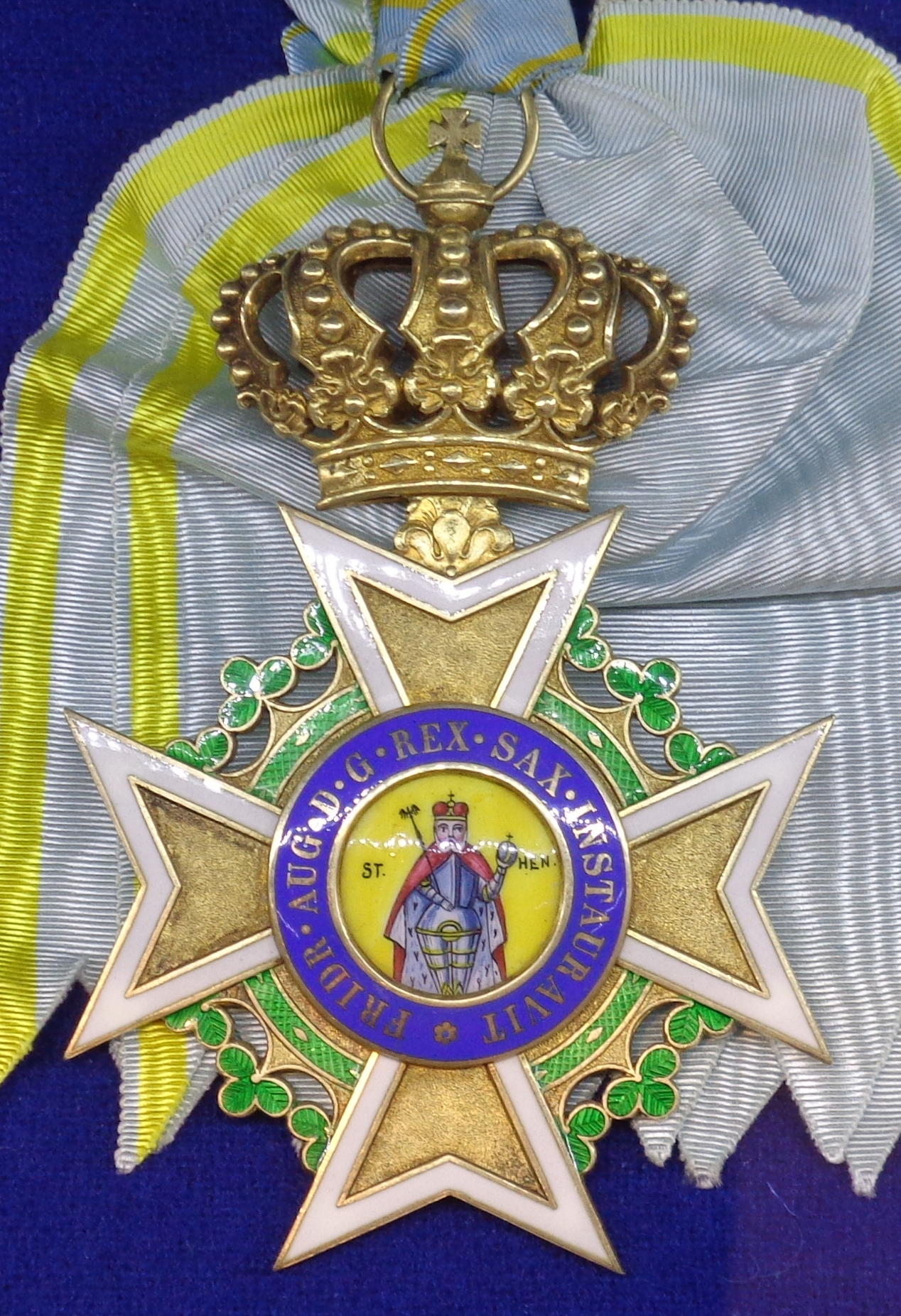
Großkreuz

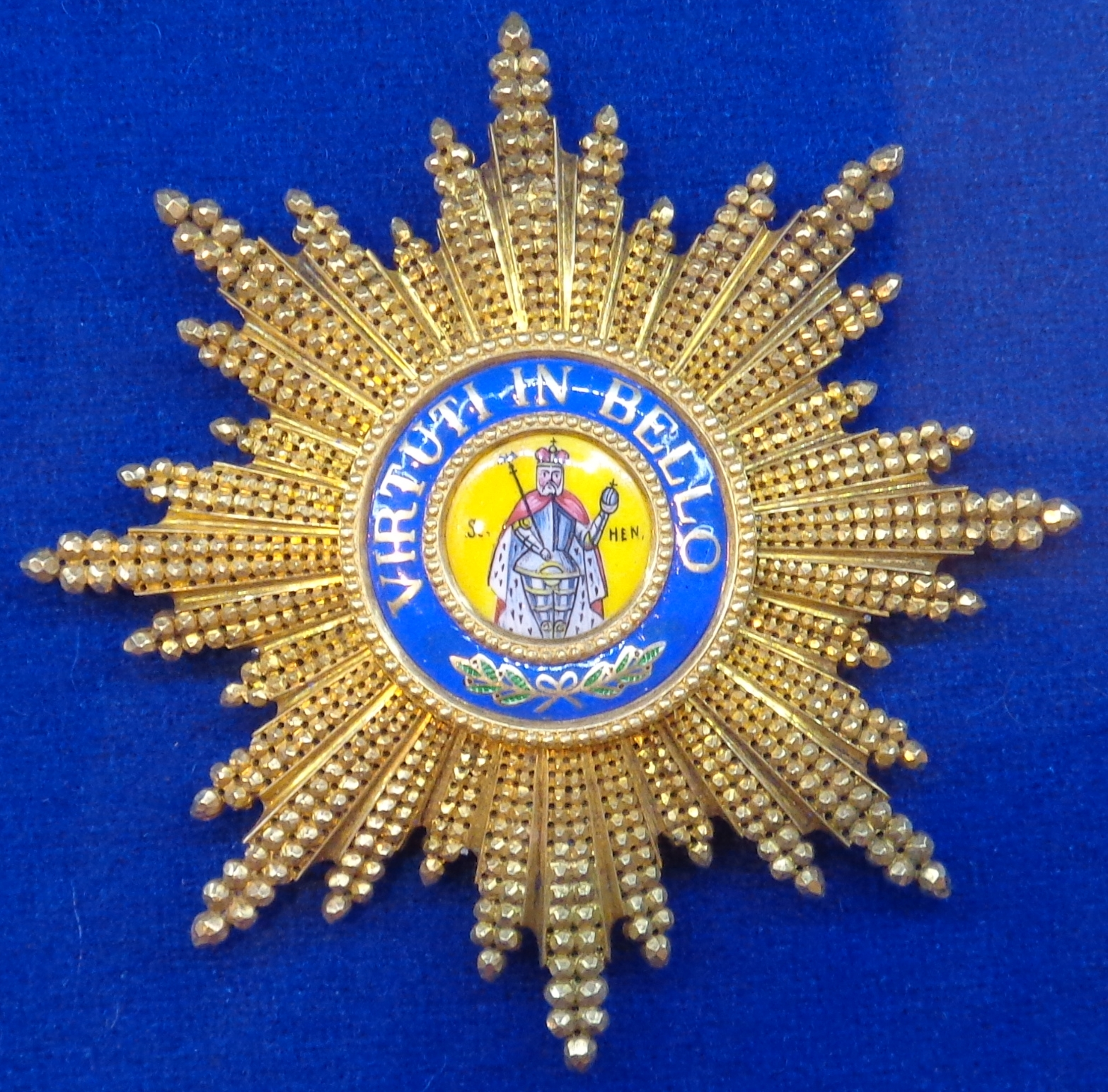
Bruststern zum Großkreuz

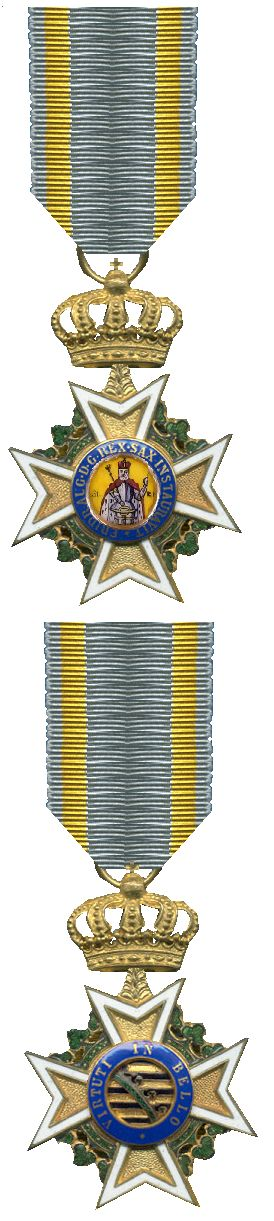
Ritterkreuz: Avers (oben), Revers (unten)

Der Militär-St.-Heinrichs-Orden ist der älteste deutsche Militärverdienstorden und beispielsweise älter als der Militär-Maria-Theresien-Orden oder Pour le Mérite.

## Herkunft des Namens
Sein Name ging auf den letzten Kaiser aus dem altsächsischen Fürstenhaus der Ottonen zurück, den Heiligen Heinrich († 1024), der mit der Christianisierung Mitteldeutschlands in Verbindung gebracht und aufgrund seines christlichen Rittertums verehrt wurde.

## Gründung
Der St.-Heinrichs-Orden ist der älteste sächsische Ritterorden des wettinischen Fürstenhauses (ab 1806 des wettinischen Königshauses). Er wurde am 7. Oktober 1736 durch Kurfürst Friedrich August II. von Sachsen (König August III. von Polen) anlässlich seines 40. Geburtstages in Hubertusburg als militärischer Ritterorden mit dynastischer Prägung gestiftet.
Nachdem sich der Kurfürst den Orden selbst angelegt hatte, wurden folgende Personen ausgezeichnet:
- Friedrich Christian, Kurprinz von Sachsen
- August Alexander Czartorisky, Woiwode der Woiwodschaft Ruthenien
- Alexander Jakob Lubomirski, Kronschwertträger von Polen
- Generalleutnant Georg Ignatius von Lubomirsky
- Graf Moritz von Sachsen
- Generalleutnant Friedrich August Rutowski
- Generalleutnant Aleksander Józef Sułkowski
- Generalmajor Herbert Hubert von Diesbach, Hauptmann der sächsischen Schweizergarde
- Friedrich von Sachsen-Weißenfels.[3]

Nach dem Ende der Personalunion Sachsen-Polen 1763 wurde der Orden nur noch für Verdienste in der sächsischen Armee verliehen. 
Am 4. September 1768 wurde der Orden durch den Administrator Sachsens, Prinz Franz Xaver von Sachsen, in drei Klassen geteilt (Großkreuz, Kommandeur und Ritter). Am 23. September 1829 erhielt der Orden durch Friedrich August I. eine Erweiterung seiner Statuten in Form von 19 Paragraphen sowie einer weiteren Klasse, der des Kommandeurs II. Klasse. Mit der Verleihung der Statuten erlangte der „St. Heinrichs Orden“ den Status eines echten Ordens. Mit Abdankung des letzten sächsischen Königs 1918 fanden keine weiteren Aufnahmen in den Orden statt.

## Ordensklassen
Ursprünglich wurde der Orden lediglich mit der Klasse der Ritter gestiftet. Nachdem er bis 1807 nur spärlich verliehen worden war, wurde er nach den Napoleonischen Kriegen als Königlich Sächsischer Militär-St.-Heinrichs-Orden neugestiftet und erhielt seine Einteilung in drei Klassen. Am 23. Dezember 1829 fügte König Anton von Sachsen die Kommandeure II. Klasse hinzu und gab dem Orden neue Statuten.
- Militär-St.-Heinrichs-Orden
  - Großkreuz
  - Kommandeur I. Klasse
  - Kommandeur II. Klasse
  - Ritter

- Militär-St.-Heinrichs-Medaille
  - Gold
  - Silber

## Ordensstatuten
Der barocke Orden würdigte zum Zeitpunkt seiner Gründung vor allem militärische Verdienste. Mit seiner Wiederbelebung im Jahre 1975 widmete sich der Orden vor allem zivilen Zielen. Gestiftet als höchste Tapferkeitsauszeichnung des sächsischen Fürstenhauses lautete der alte Leitsatz „Pietate et bellica virtute“ also „Frömmigkeit und kriegerische Tapferkeit“, nach 1768 „Virtuti in bello“ – „Tapferkeit im Krieg“. Tapferkeit ist hier als schützender Beistand für die Schwachen, Kranken, Hilfsbedürftigen und generell Hilfesuchenden, sowie sich gegen Opportunismus wendend zu verstehen. Dies ist im Einstehen für fundierte Überzeugungen auf der Basis von christlichen Werten zu sehen. Der Tradition gerecht werdend, ist es nicht erlaubt, sich in irgendeiner Form um die Aufnahme in den Orden zu bewerben.
Die Statuten des Jahres 1829 waren im Wesentlichen:
1. Sämtliche Ordensmitglieder werden „Ritter des königlich sächsischen St. Heinrichs Ordens“ genannt.
2. Das Großmeistertum bleibt mit der Königswürde des Hauses Sachsen verbunden.
3. Die Ordensdevise lautete: „Virtuti in Bello“.
4. Die Ordenszeichen sollen von den Mitgliedern zu jeder Zeit getragen werden.
5. Das Ordenszeichen war ein achtspitziges, goldenes Kreuz mit breiter, weißer Einfassung, zwischen dessen vier Flügeln sich grüne Rauten befinden. Auf dem runden Mittelschild steht auf gelbem Grunde Kaiser Heinrich II., der Heilige, geharnischt, im kaiserlichen Schmuck und daneben St. Henr. Auf blauem Grund steht die Umschrift: Frid. Aug.D.G. Rex. Sax. Instauravit. Die Umseite des Mittelschildes füllen goldene und schwarze Streifen, über welchen schräg das sächsische Rautenband liegt und um welche man in einer blauen Einfassung die Worte liest: Virtuti in Bello. Über dem Kreuze ist eine goldene Königskrone.
6. Durch Aufnahme in den Orden erlangen die Ritter das Recht, die in demselben enthaltene Würde in ihren Titel mit aufzunehmen und die Ordensinsignien ihrem Wappen hinzuzufügen.

In der Neuzeit erfolgte nach Abschaffung der Adelsprivilegien die Erweiterung des Namens durch Hinzufügen des Ordenskürzels, für den St. Heinrichs Orden lautet diese ODHI („Ordo Divi Henrici Imperatoris“, „Orden des heiligen Kaisers Heinrich“).

## Ordensdekoration

Ordensband

Mit dem Tod des Stifters endete auch die Bindung Sachsens an Polen und der als Administrator für den minderjährigen Friedrich August regierende Franz Xaver von Sachsen stattete den Orden am 25. August 1768 mit neuen Statuten aus. Das Ordenszeichen war ab diesem Zeitpunkt ein achtspitziges goldenes Kreuz mit weißer breiter Einfassung und grünen Rauten zwischen den vier Flügeln. Auf dem gelben Grunde des runden Mittelschildes steht in kaiserlichem Schmuck Kaiser Heinrich II.; auf der blauen Einfassung des Schildes um das Bild herum und zwar seit der Erhebung des Kurfürsten von Sachsen zum König, 1807, die Worte FRID. AUG. D. G. REX SAX. INSTAURAVIT.
Die Umseite des Mittelschildes zeigt das sächsische Wappen und die Umschrift in blauer Einfassung VIRTUTI IN BELLO, über dem Kreuz eine goldene Königskrone. Das Großkreuz wurde an einem himmelblauen Band mit zitrongelber Einfassung über die rechte Schulter nach der linken Hüfte getragen; nebst einem achtspitzigen goldenen Bruststern (mit der Vorderseite des Ordenszeichens in der Mitte und von den Worten: VIRTUTI IN BELLO umgeben) auf der linken Brust, während die Kommandeure I. Klasse neben dem Kreuz um den Hals einen kleinen Bruststern, die Kommandeure II. Klasse nur das Kreuz um den Hals, die Ritter dasselbe auf der Brust tragen.
Für Kaiser Wilhelm II. wurde ein besonderes Großkreuz kreiert.

### Militär-St.-Heinrichs-Medaille
Dem Orden ist die Militär-St.-Heinrichs-Medaille für Unteroffiziere und Mannschaften angeschlossen, die am 17. März 1796 durch Kurfürst Friedrich August III. in zwei Stufen – Gold und Silber – gestiftet wurde. Sie zeigt das nach links  blickende Brustbild des Stifters mit der Umschrift FRIEDRICH AUGUST CHURFURST ZU SACHSEN. Nach der Erhöhung zum Königreich lautete die Umschrift ab 1807 FRIEDRICH AUGUST KOENIG V. SACHSEN. Im Revers die dreizeilige Inschrift VERDIENST UM DAS VATERLAND. Darunter sind Waffentrophäen zu sehen und alles ist von einem unten zusammen gebundenen Lorbeerkranz umschlossen.

## Ehrensold
Als höchste militärische Ehrung des Königreiches Sachsen wurde allen Ordensträgern und den Inhabern der Medaille in Gold ein monatlicher Ehrensold zuteil, der nach dem Ende der Monarchie bis in die Jahre der Bundesrepublik Deutschland in Höhe von DM 50,-- ausgezahlt wurde.

## Verleihungszahlen
Über die einzelnen Perioden ergeben sich anhand der lückenlos erhaltenen Unterlagen aus der ehemals königlich-sächsischen Staatskanzlei folgende Verleihungszahlen:
- 1736 bis 1768: 30 Verleihungen
- 1768 bis 1796: 35 Verleihungen
- 1796 bis 1829: 431 Verleihungen
  - sowie zusätzlich noch weitere Verleihungen an vier Engländer, 85 Franzosen sowie einen Russen
- 1829 bis 1914: 240 Verleihungen
- 1914 bis 1918: 2717 Verleihungen
  - darunter sechs an Österreicher, zwei an Bulgaren und eine an einen Osmanen.

Außerdem wurde von den genannten Rittern während des Ersten Weltkriegs:
- 153 zu Kommandeuren II. Klasse
- 14 zu Kommandeuren I. Klasse
- 12 zu Großkreuzen ernannt.

### Bekannte Inhaber

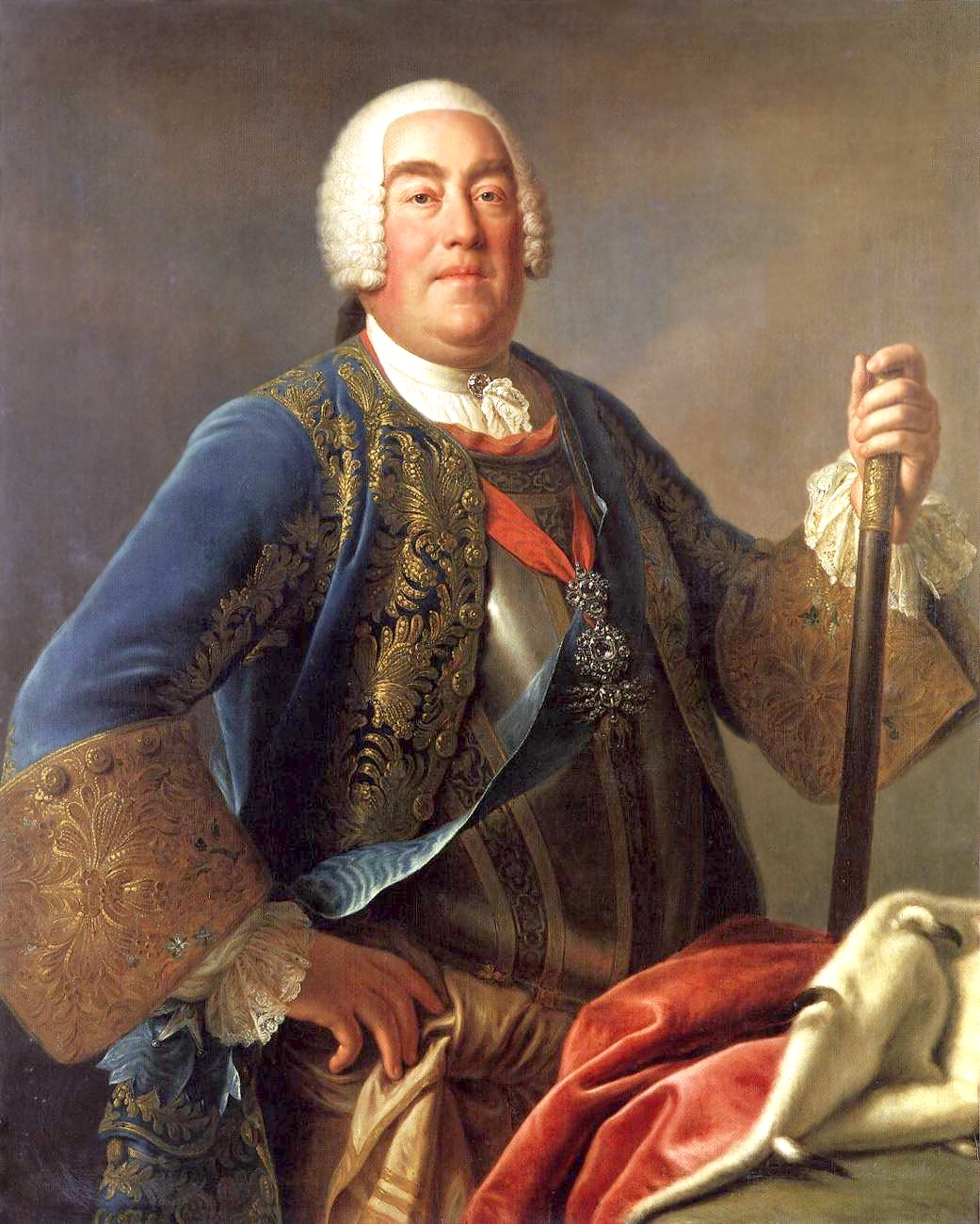
Kurfürst Friedrich August II. von Sachsen König August III. von Polen, 1736, Stifter des St. Heinrichs Ordens, gemalt von Pietro Antonio Rotari, 1755

- siehe: Großkreuz des Militär-St.-Heinrichs-Ordens
- siehe: Kommandeur I. Klasse des Militär-St.-Heinrichs-Ordens
- siehe: Kommandeur II. Klasse des Militär-St.-Heinrichs-Ordens
- siehe: Ritter des Militär-St.-Heinrichs-Ordens

## Großmeister des Ordens
1. Friedrich August II., Kurfürst von Sachsen, König August III. von Polen (1736–1763)
2. Friedrich Christian, Kurfürst von Sachsen (1763)
3. Friedrich August III., Kurfürst von Sachsen, Friedrich August I. König von Sachsen (1763–1827)
4. Anton, König von Sachsen (1827–1836)
5. Friedrich August II., König von Sachsen (1836–1854)
6. Johann, König von Sachsen (1854–1873)
7. Albert, König von Sachsen (1873–1902)
8. Georg, König von Sachsen (1902–1904)
9. Friedrich August III., König von Sachsen (1904–1918)[8]

## Aktivitäten seit 1945

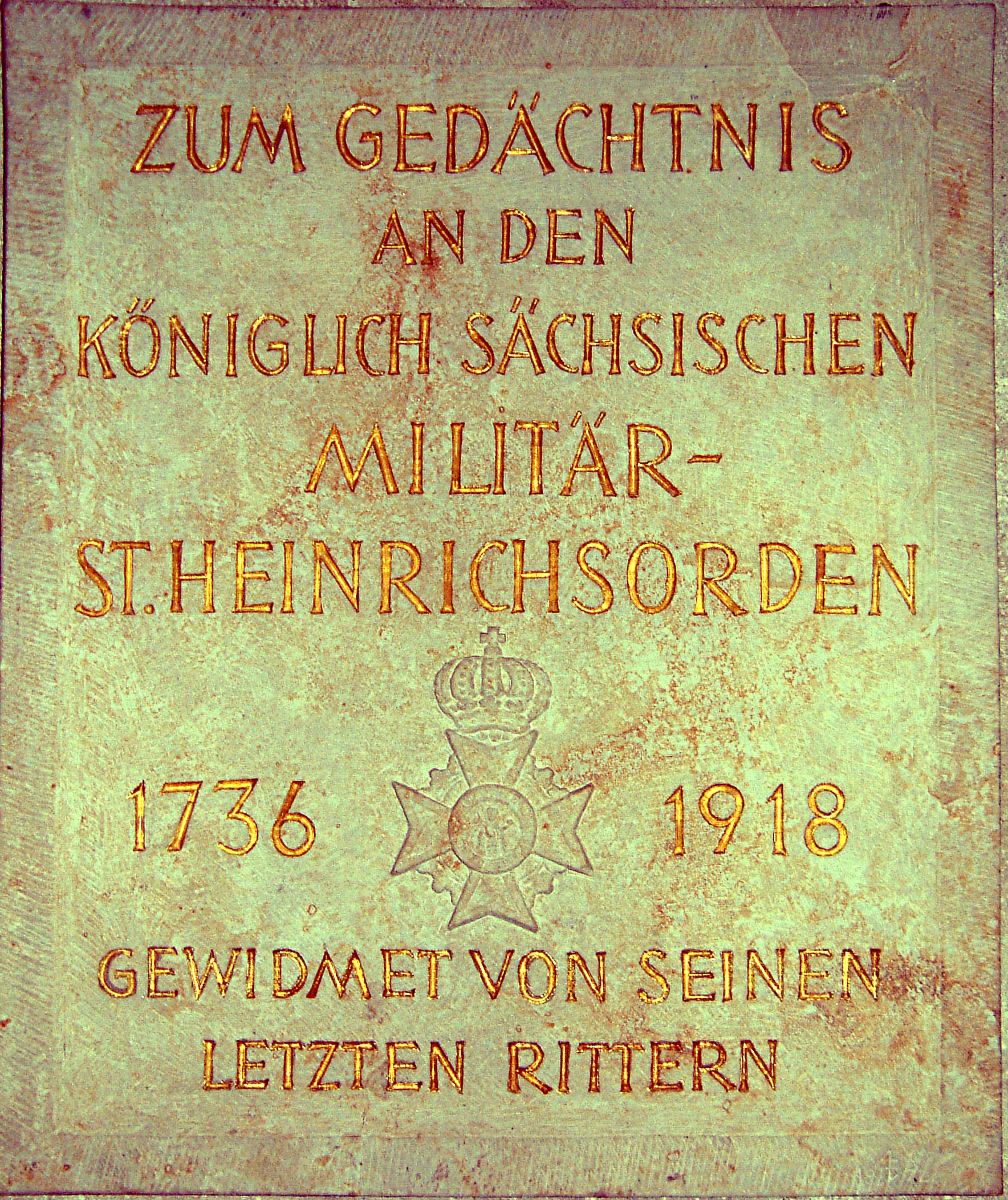
Tafel im Bamberger Dom

In München gründete Friedrich Christian von Sachsen gemeinsam mit seinen Söhnen Maria Emanuel und Albert, anderen Vertretern des sächsischen Adels, dem Ordenskapitel des Königlich Sächsischen Militär-St.-Heinrichs-Ordens, des Vereins der Dresdner und der Landsmannschaft Sachsen – Kreisgruppe München am 30. Januar 1961 die Studiengruppe für Sächsische Geschichte und Kultur e. V. München, die in der folgenden Zeit eine der größten sächsischen Vereinigungen im Bundesgebiet bis 1990 werden sollte.
Seit 1990 findet sich der Militär-St.-Heinrichs-Orden zu jährlichen Treffen wieder auf sächsischem Boden zusammen. Um den geistigen Inhalt des Ordens neu zu beleben und ihn von der Betonung kriegerischer Verdienste auf die Erfüllung sittlicher Ideale und Pflichten zurückzuführen, wurde 1985 der St. Heinrich Orden e. V. Bamberg gegründet, der jährlich in Bamberg, der Grabstätte des Hl. Heinrich, und einer weiteren (wechselnden) deutschen Stadt tagt, die einen Bezug zu ehemaligen Heinrichs-Rittern hat. Der Wahlspruch des Ordens wurde bereits 1985 von VIRTUTI IN BELLO auf PRO PIETATE ET VIRTUTE geändert. Seit 25. September 2010 übernahm Alexander Prinz von Sachsen Herzog zu Sachsen den Ordensvorsitz.